# Чокіуца
Чокіуца (рум. Ciochiuța) — село у повіті Мехедінць в Румунії. Адміністративно підпорядковане місту Стрехая.
Село розташоване на відстані 236 км на захід від Бухареста, 36 км на схід від Дробета-Турну-Северина, 63 км на північний захід від Крайови.

## Населення
За даними перепису населення 2002 року у селі проживали 1097 осіб. Рідною мовою 1096 осіб (99,9%) назвали румунську.
Національний склад населення села:
| Національність | Кількість осіб | Відсоток |
| -------------- | -------------- | -------- |
| румуни         | 1088           | 99,2%    |
| цигани         | 9              | 0,8%     |